# Hell ship
 (décembre 2014).

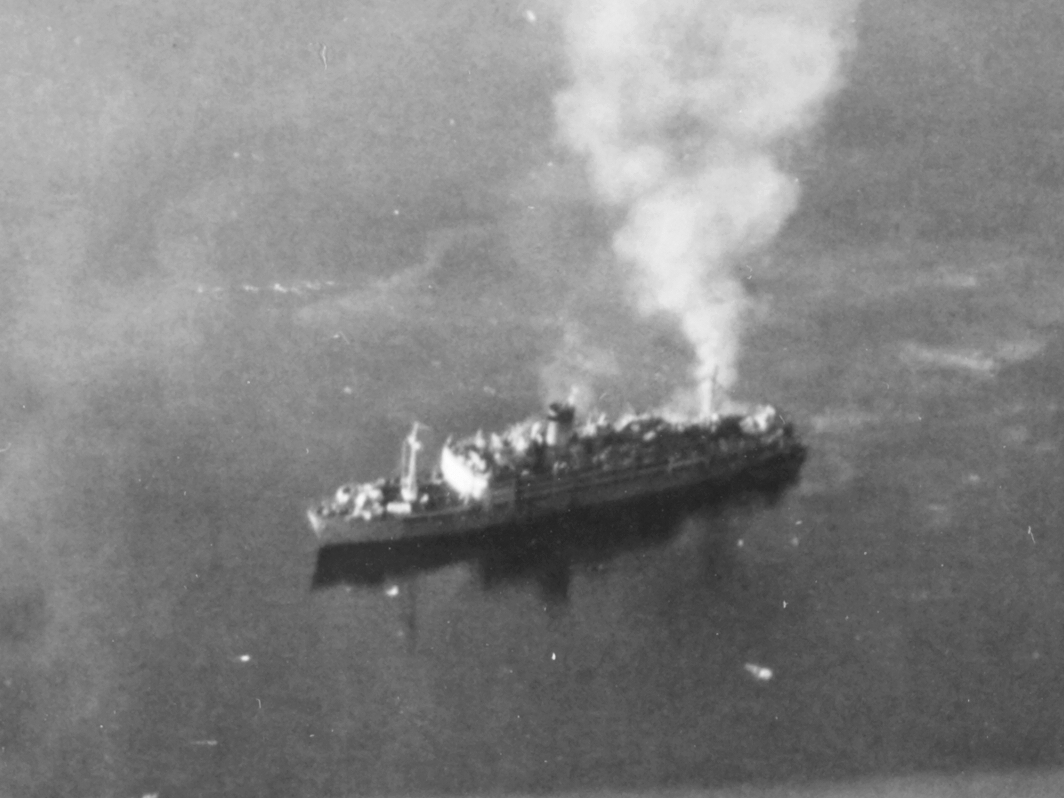
LOryoku Maru avant le raid aérien près d'Olongapo (Luçon), le 15 décembre 1944.

Le terme hell ship en anglais, en français « bateau de l'Enfer », se réfère à tous les bateaux utilisés par la Marine impériale japonaise pour transporter des prisonniers de guerre alliés venus des Philippines, de Hong Kong ou de Singapour pendant la Seconde Guerre mondiale. Ces prisonniers de guerre furent transportés au Japon, à Taïwan, en Mandchourie ou en Corée pour être utilisés comme force de travail. En japonais, ils sont connus actuellement sous le nom de Jigoku sen (地獄船), avec la même signification.
Comme les forces alliées les encerclaient, les Japonais commencèrent à transférer les prisonniers de guerre par la mer. Dans des conditions similaires à la marche de la mort de Bataan, les prisonniers étaient souvent entassés dans les cales des cargos avec très peu d'air, de nourriture ou d'eau pour des traversées qui pouvaient durer plusieurs semaines. Beaucoup mouraient d'asphyxie, de faim ou de dysenterie. Certains prisonniers de guerre devinrent délirants et sans réaction à leur environnement à cause de la chaleur, de l'humidité, du manque d'oxygène, de nourriture et d'eau. À la différence des navires transportant des armes, qui étaient quelquefois signalés avec des croix rouges, ces transports de prisonniers n'avaient aucune marque distinctive et étaient attaqués par les sous-marins et l'aviation alliés, sans qu'on puisse deviner leur réelle fonction.
Le nom du hell ship Oryoku Maru (en) couvre collectivement les traversées de sept semaines et le destin funeste des prisonniers de guerre alliés capturés aux Philippines, qui survécurent au naufrage de ce navire dans la baie de Subic en décembre 1944, d'un second bateau, l'Enoura Maru (en), coulé dans le port de Taipei (Formose) en janvier 1945, et du Brazil Maru (en) qui transportait les derniers prisonniers de guerre alliés survivants à Moji (Japon). Là, le personnel médical japonais déclara qu'il avait été choqué par l'état de désolation des prisonniers de guerre et utilisa le triage médical pour les orienter. Les cas les plus sévères furent envoyés dans ce qui était une YMCA américaine d'avant-guerre, où certains moururent peu de temps après. Les deux autres groupes furent soignés dans des installations hospitalières de Moji, et d'autres finalement envoyés dans un camp de prisonniers à Jinsen (Incheon, Corée), où on leur donna une occupation légère, principalement coudre des vêtements pour l'Armée impériale japonaise.
L'Oryoku-maru était un liner luxueux de 15 000 tonnes que les Japonais utilisèrent pour essayer de transporter 1 618 survivants de la marche de la mort de Bataan, de l'île de Corregidor et d'autres sites de bataille. Il quitta Manille le 14 décembre, et le jour suivant fut bombardé et mitraillé par erreur par des avions américains. Durant l’attaque, 318 prisonniers de guerre furent tués ou se noyèrent en tentant de s'échapper du bateau qui coulait.
Un colonel, dans son rapport officiel, écrivait :
« Beaucoup d'hommes perdaient la raison et s'avançaient dans l'obscurité presque totale, armés de couteaux, essayant de tuer quelqu'un afin de boire son sang ou armés de bidons remplis d'urine et les balançant dans le noir. La cale était si pleine et chacun si serré que le seul déplacement possible était de passer au-dessus des têtes et des corps des autres. »
Le Jun'yō Maru fut le plus grave de ces naufrages, où 5 640 des 6 520 prisonniers de guerre moururent lorsque le navire fut coulé.